# Armando Sendin
Armando Moral Sendin (Rio de Janeiro, 6 de março de 1925 — Marbella, Espanha, 29 de julho de 2020) foi um pintor, ceramista, escultor, desenhista, gravador e professor brasileiro, reconhecido como importante nome da arte contemporânea brasileira. Destacou-se como precursor do realismo impressionista, conhecido também por alguns críticos como "instantismo", caracterizado pela precisão fotográfica e pela captura de momentos fugazes da realidade.

## Biografia
Armando Moral Sendin nasceu no Rio de Janeiro em 6 de março de 1925. Ao longo da vida, dedicou-se intensivamente aos estudos: cursou a Escola de Belas Artes de Priego na Espanha (por volta de 1940); filosofia na Universidade de São Paulo (1945 a 1949); especialização em estética, com Bogumil Jasinowsky, na Universidade do Chile (1950); e, como bolsista do governo francês, estética na Sorbonne, com o professor Étienne Souriau (1950 a 1953).
Durante suas viagens, trabalhou com Gensoli na Manufatura Nacional de Sèvres, França, e desenvolveu pesquisas com o ceramista Zuloaga e técnicas de cerâmica de origem oriental com Guardiola e com Gonzalez-Martí, na Espanha. Essa formação diversificada influenciou significativamente seu trabalho tanto em cerâmica quanto em pintura.
Após completar seus estudos, entre 1954 e 1964, ministrou cursos de pintura, cerâmica, escultura e desenho em seu estúdio, em São Paulo. Nessa mesma cidade, realizou sua primeira mostra individual, no Clube dos Artistas em 1960.
Depois de viver em Santos por muitos anos, mudou-se para Marbella, Espanha, onde residiu até seu falecimento em 29 de julho de 2020, aos 95 anos, devido a complicações de pneumonia e problemas cardíacos.

## Carreira
Prestigiado nome da arte contemporânea do Brasil, Armando Moral Sendin transitou com maestria entre diferentes técnicas e estilos artísticos. Como ceramista, teve trabalhos destacáveis, dentre os quais está o painel de azulejos da famosa Biquinha de Anchieta, em São Vicente/SP, onde atuou como colaborador de seu irmão, o também artista Waldemar Moral Sendin. Este painel histórico retrata o Padre José de Anchieta catequizando os indígenas na fonte que existe desde 1553.
Foi como pintor, entretanto, que teve maior destaque como precursor do realismo impressionista, pós movimento Pop Art. Suas telas se destacam pela precisão fotográfica das figuras, quase sempre associadas a figuras humanas, em uma temática menos fria com um toque bem pessoal.
Segundo o crítico Antonio Abad, autor do livro "Armando Sendín: la génesis del instante", aproximar-se da obra de Sendin é aproximar-se de uma dualidade, pois seu procedimento artístico abarca duas direções: o realismo e o abstrato. O próprio artista contestava ser classificado apenas como realista, explicando que era um "instantista", pois retratava um instante fugidio da realidade, um fragmento da mesma e não a realidade em si, como faziam os hiper-realistas norte-americanos.
Em 1965, publicou um livro didático intitulado "Cerâmica Artística: Técnicas de Decoração", pela Editora Folco Masucci, com 165 páginas, 7 fotografias coloridas e 66 desenhos, que se tornou uma importante referência na área.
Em 1982, recebeu o Prêmio Ribeiro Couto como destaque do ano em Artes Plásticas. Ao longo de sua carreira, também recebeu diversos outros prêmios em salões de arte, como o Prêmio Unesco no 7º Gran Prix International D'Art Contemporain em Mônaco (1971), o Prêmio Santos Dumont na 12ª Bienal Internacional de São Paulo (1973) e o prêmio aquisição na 13ª Bienal Internacional de São Paulo (1975).
Em 2014, doou parte significativa de seu acervo à Pinacoteca Benedicto Calixto, em Santos, composto por 127 quadros e 51 cerâmicas, obras que representam cada fase da sua trajetória profissional.
Suas obras podem ser vistas no Palácio do Itamaraty, Museu do Artista Brasileiro em Brasília, Museu de Arte Moderna de São Paulo, Museu de Arte de São Paulo - MASP, Pinacoteca do Estado de São Paulo, Fundação Armando Álvares Penteado, Acervo FIEO, Osasco, São Paulo, Coleção da União Panamericana de Washington D.C., Houston University no Texas, dentre outros.

## Estilo e Contribuição Artística
Armando Moral Sendin é reconhecido como um dos principais representantes do realismo brasileiro, embora seu trabalho transcendesse as limitações dessa classificação. Seu estilo único, que ele mesmo chamava de "instantismo", captava momentos fugazes da realidade com uma precisão técnica extraordinária, criando obras que parecem fotografias mas possuem a sensibilidade e a interpretação pessoal do artista.
Sua obra é marcada por uma dualidade interessante: ao mesmo tempo em que produzia trabalhos de intenso realismo, também desenvolvia obras abstratas, demonstrando sua versatilidade como artista. Essa característica dual constitui a essência de seu compromisso estético.
Entre os temas recorrentes em suas obras estão nus femininos, formas geométricas, animais e cenários cotidianos tratados com extraordinária atenção aos detalhes. Críticos destacam sua habilidade em representar elementos como fios de cabelo, marcas naturais da pele, transparência de roupas, além da perspectiva e o tratamento dado para criar profundidade.
Sua formação eclética e suas pesquisas em cerâmica, junto a mestres europeus, também influenciaram sua abordagem técnica, resultando em um trabalho de excelência tanto em pintura quanto em cerâmica.

## Legado
Armando Moral Sendin deixou um legado cultural significativo para a arte brasileira. Suas obras estão presentes em importantes coleções públicas e privadas no Brasil e no exterior, e sua técnica meticulosa e visão artística continuam a influenciar artistas contemporâneos.
A doação de grande parte de seu acervo à Pinacoteca Benedicto Calixto em 2014 garantiu que seu trabalho permanecesse acessível ao público, permitindo que novas gerações conheçam e apreciem sua contribuição para a arte brasileira.
Seu painel de azulejos na Biquinha de Anchieta, em São Vicente, permanece como um marco histórico e cultural da região, enquanto seu livro "Cerâmica Artística" continua sendo uma referência importante para artistas e estudantes de cerâmica.

## Exposições

### Exposições Individuais
- 1960 - São Paulo SP - Primeira individual, no Clube dos Artistas de São Paulo
- 1970 - Nova York (Estados Unidos) - Individual, na Zegri Gallery
- 1972 - Nova York (Estados Unidos) - Individual, na Iramar Gallery
- 1973 - São Paulo SP - Individual, na Galeria Documenta
- 1974 - Washington (Estados Unidos) - Individual, na Galeria da União Pan Americana
- 1978 - Sevilha (Espanha) - Individual, no Museu de Arte Contemporânea de Sevilha
- 1979 - Madri (Espanha) - Individual, na Galeria Propac
- 1981 - Paris (França) - Individual, na Galerie Liliane François
- 1983 - Paris (França) - Individual, na Galerie Liliane François
- 1985 - São Paulo SP - Armando Sendin: brincar, flanar, na Galeria de Arte André
- 1987 - Paris (França) - Individual, na Galerie Liliane François
- 1988 - São Paulo SP - Individual, na Galeria de Arte André
- 1995 - São Paulo SP - Individual, na Galeria de Arte André

### Exposições Coletivas
- 1951 - Paris (França) - Salão de Pintores, Escultores e Gravadores da École Nationale Supérieure des Beaux-Arts
- 1958 - São Paulo SP - 7º Salão Paulista de Arte Moderna, na Galeria Prestes Maia
- 1966 - São Paulo SP - 15º Salão Paulista de Arte Moderna, na Galeria Prestes Maia
- 1967 - Campinas SP - 3º Salão de Arte Contemporânea de Campinas, no MACC
- 1967 - Santos SP - 1º Salão de Arte Contemporânea de Santos - Prêmio Prefeitura Municipal
- 1967 - São Caetano do Sul SP - Salão de São Caetano - prêmio aquisição
- 1967 - São Paulo SP - 16º Salão Paulista de Arte Moderna
- 1967 - São Paulo SP - 9ª Bienal Internacional de São Paulo, na Fundação Bienal
- 1967 - São Paulo SP - Mostra Roma e a Campanha Romana, no Auditório Itália - 1º prêmio em pintura
- 1968 - Campinas SP - 4º Salão de Arte Contemporânea de Campinas, no MACC
- 1968 - Curitiba PR - 25º Salão Paranaense, na Biblioteca Pública do Paraná
- 1968 - Ouro Preto MG - 2º Salão de Ouro Preto - Prêmio Hidrominas
- 1968 - Rio de Janeiro RJ - 17º Salão Nacional de Arte Moderna, na MAM/RJ
- 1968 - Santo André SP - 1º Salão de Arte Contemporânea de Santo André, no Paço Municipal - Prêmio Prefeitura de Santo André
- 1968 - Santos SP - 2º Salão de Arte Contemporânea de Santos - Prêmio Citibank
- 1968 - São Paulo SP - 17º Salão Paulista de Arte Moderna
- 1969 - Curitiba PR - 26º Salão Paranaense, na Federação das Indústrias do Estado do Paraná
- 1969 - Santo André SP - 2º Salão de Arte Contemporânea de Santo André, no Paço Municipal - Prêmio Cidade de Santo André
- 1969 - São Caetano do Sul SP - Salão de São Caetano - Prêmio Cidade de São Caetano
- 1969 - São Paulo SP - 10ª Bienal Internacional de São Paulo, na Fundação Bienal
- 1969 - São Paulo SP - 18º Salão Paulista de Arte Moderna
- 1969 - São Paulo SP - 1º Salão Paulista de Arte Contemporânea, no Masp
- 1969 - São Paulo SP - Salão de Arte da Pinacoteca do Estado - prêmio aquisição
- 1970 - Santo André SP - 3º Salão de Arte Contemporânea de Santo André, no Paço Municipal - 1º prêmio
- 1970 - São Paulo SP - 19º Salão Paulista de Arte Moderna
- 1971 - Mônaco (Mônaco) - 7º Gran Prix International D'Art Contemporain - Prêmio Unesco
- 1971 - Santos SP - Bienal de Santos - prêmio aquisição
- 1971 - São Paulo SP - 11ª Bienal Internacional de São Paulo, na Fundação Bienal
- 1971 - São Paulo SP - 20º Salão Paulista de Arte Moderna
- 1972 - São Paulo SP - 21º Salão Paulista de Arte Moderna
- 1973 - Santos SP - Bienal de Santos - 1º prêmio
- 1973 - São Paulo SP - 12ª Bienal Internacional de São Paulo, na Fundação Bienal - Prêmio Santos Dumont
- 1973 - São Paulo SP - 22º Salão Paulista de Arte Moderna
- 1973 - São Paulo SP - 5º Panorama de Arte Atual Brasileira, no MAM/SP
- 1975 - São Paulo SP - 13ª Bienal Internacional de São Paulo - prêmio aquisição
- 1976 - São Paulo SP - 8º Panorama de Arte Atual Brasileira, no MAM/SP
- 1977 - São Paulo SP - 14ª Bienal Internacional de São Paulo, na Fundação Bienal
- 1978 - Rio de Janeiro RJ - 18ª Arte e Pensamento Ecológico, na Biblioteca Euclides da Cunha
- 1978 - São Paulo SP - 16ª Arte e Pensamento Ecológico, na Cetesb
- 1979 - São Paulo SP - 11º Panorama de Arte Atual Brasileira, no MAM/SP
- 1979 - São Paulo SP - 15ª Bienal Internacional de São Paulo, na Fundação Bienal
- 1979 - São Paulo SP - 4ª Exposição de Belas Artes Brasil-Japão
- 1980 - Espanha - 1º Certamen Internacional de Pintura - Prêmio Cemesa
- 1980/1988 - Paris (França), Joinville (Brasil) e San Francisco (Estados Unidos) - Participa anualmente da mostra Figuration Critique
- 1981 - São Paulo SP - 5ª Exposição de Belas Artes Brasil-Japão
- 1982 - Japão - Exposição da Fundação Mokiti Okada
- 1982 - Paris (França) - Salon Comparaisons, no Grand Palais
- 1983 - Atami (Japão) - 6ª Exposição de Belas Artes Brasil-Japão
- 1983 - Kyoto (Japão) - 6ª Exposição de Belas Artes Brasil-Japão
- 1983 - Rio de Janeiro RJ - 6ª Exposição de Belas Artes Brasil-Japão, no MNBA
- 1983 - São Paulo SP - 14º Panorama de Arte Atual Brasileira, no MAM/SP
- 1983 - São Paulo SP - 6ª Exposição de Belas Artes Brasil-Japão, no Masp
- 1983 - Tóquio (Japão) - 6ª Exposição de Belas Artes Brasil-Japão
- 1984 - São Paulo SP - Tradição e Ruptura: síntese de arte e cultura brasileiras, na Fundação Bienal
- 1986 - Paris (França) - Salon Comparaisons, no Grand Palais
- 1987 - Japão - Exposição da Fundação Mokiti Okada
- 1987 - Paris (França) - Salon Comparaisons, no Grand Palais
- 1987 - São Paulo SP - 20ª Exposição de Arte Contemporânea, Chapel Art Show
- 1988 - São Paulo SP - 15 Anos de Exposição de Belas Artes Brasil-Japão, na Fundação Mokiti Okada M.O.A.
- 1991 - Santos SP - 3ª Bienal Nacional de Santos, no Centro Cultural Patrícia Galvão
- 1993 - Santo André SP - 21º Salão de Arte Contemporânea de Santo André, no Paço Municipal
- 1993 - Santos SP - 4ª Bienal Nacional de Santos, no Centro Cultural Patrícia Galvão
- 1996 - Osasco SP - 3ª Mostra de Arte, no Centro Universitário Fieo
- 2001 - São Paulo SP - 4 Décadas, na Nova André Galeria
- 2005 - São Paulo SP - Acervo 2005, no MAB/Faap